# ایسفیوردن (سوالبار)

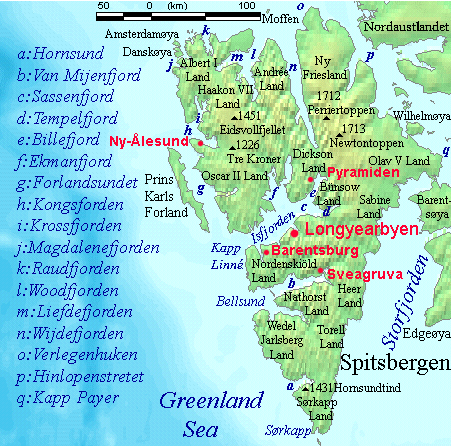
آبدره‌های ساحل غربی اسپیتس‌برگن

ایسفیوردن (انگلیسی: Isfjorden) دومین آبدره (فیورد) طولانی نروژ است که در جزایر سوالبار قرار دارد. این آبدره در کرانه غربی اسپیتس‌برگن که یکی از جزایر اقیانوس شمالگان و تقریباً بین نروژ و قطب شمال است، واقع شده‌است. بخشی از این جزیره در بر دارنده پارک ملی سرزمین نوردر ایسفیوردن است.
تعدادی از بزرگ‌ترین سکونت‌های اسپیتس‌برگن شامل بارنتسبورگ، لانگیربین و پیرامیدن در امتداد این آبدره قرار دارند.